# プライド・パレード
プライド・パレード（プライド・マーチ、またはLGBTプライド・パーレード、プライド・イベント、プライド・フェスティバル）は、レズビアン・ゲイ・バイセクシュアル・トランスジェンダー（LGBT）文化を讃えるパレードである。パレード前後に行われるイベントを含めた総称を指す言葉としても使われる。各時代における法的権利（同性結婚や反差別など）を求めるLGBTの社会運動の場ともなってきた。イベントは世界中の様々な都市で、ストーンウォールの反乱を記念した毎年6月を中心に行われている。

## プライド・パレードの起こりと展開
1969年6月28日未明に、アメリカ合衆国ニューヨーク市内グリニッジ・ヴィレッジにあったゲイバー「ストーンウォール・イン（Stonewall Inn）」に警察の弾圧的手入れが行われ、これに端を発した数千人規模の暴動「ストーンウォール暴動」が発生した。この事件は世界中でLGBTの権利を求める声が拡まる大きな契機となり、事件の翌年（1970年）に行われた暴動発生1年を記念するデモンストレーションがアメリカ国内の各地で行われた。この時のデモが今日のプライド・パレードの始まりとされる。

### パレードの名称
ストーンウォール暴動の1周年を記念して行われたパレードは当初「ゲイ・パレード」と呼ばれた。ストーンウォール暴動そのもの、またそれ以降の組織においても運動に関わった人物はゲイ男性に限らず、レズビアンやバイセクシュアル・トランスジェンダーの人々をはじめとしたあらゆる人々がいた。現在の言葉で「クイア」や「LGBTコミュニティ」と呼ばれるものが実態ではあったものの、当時は「ゲイ」という言葉で同様の意味を表し、パレードの名称として使われていた。
1970年代終わりから1980年代前半にかけて、ストーンウォール暴動に実際に参加していた人々やそれに呼応したデモンストレーションや活動団体などに参加していた世代は歳を重ね、他の問題に関心が移転したり、故人が数多くなっていった。歴史的事件を直接体験していない次世代のメンバーが増加するに従って言葉の使われ方が厳密で差別的でないニュアンスに改められるようになり、イベントの名称に使われていた「ゲイ」は「レズビアン＆ゲイ」と変わり、今日では「LGBT」や「プライド」という言葉が使われている。
日本においては2023年現在、「さっぽろレインボープライド」（北海道）、「青森レインボーパレード」（青森県）、「東京レインボープライド」（東京都）、「名古屋レインボープライド」（愛知県）、「レインボーフェスタ！」（大阪府）、「九州レインボープライド」（福岡県）などの名称が用いられている。

## 現在のパレード

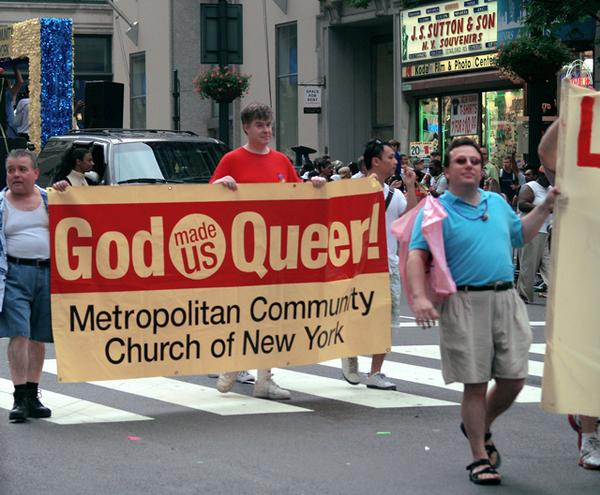
ニューヨーク市内で開催されたプライド・パレード（2008年）

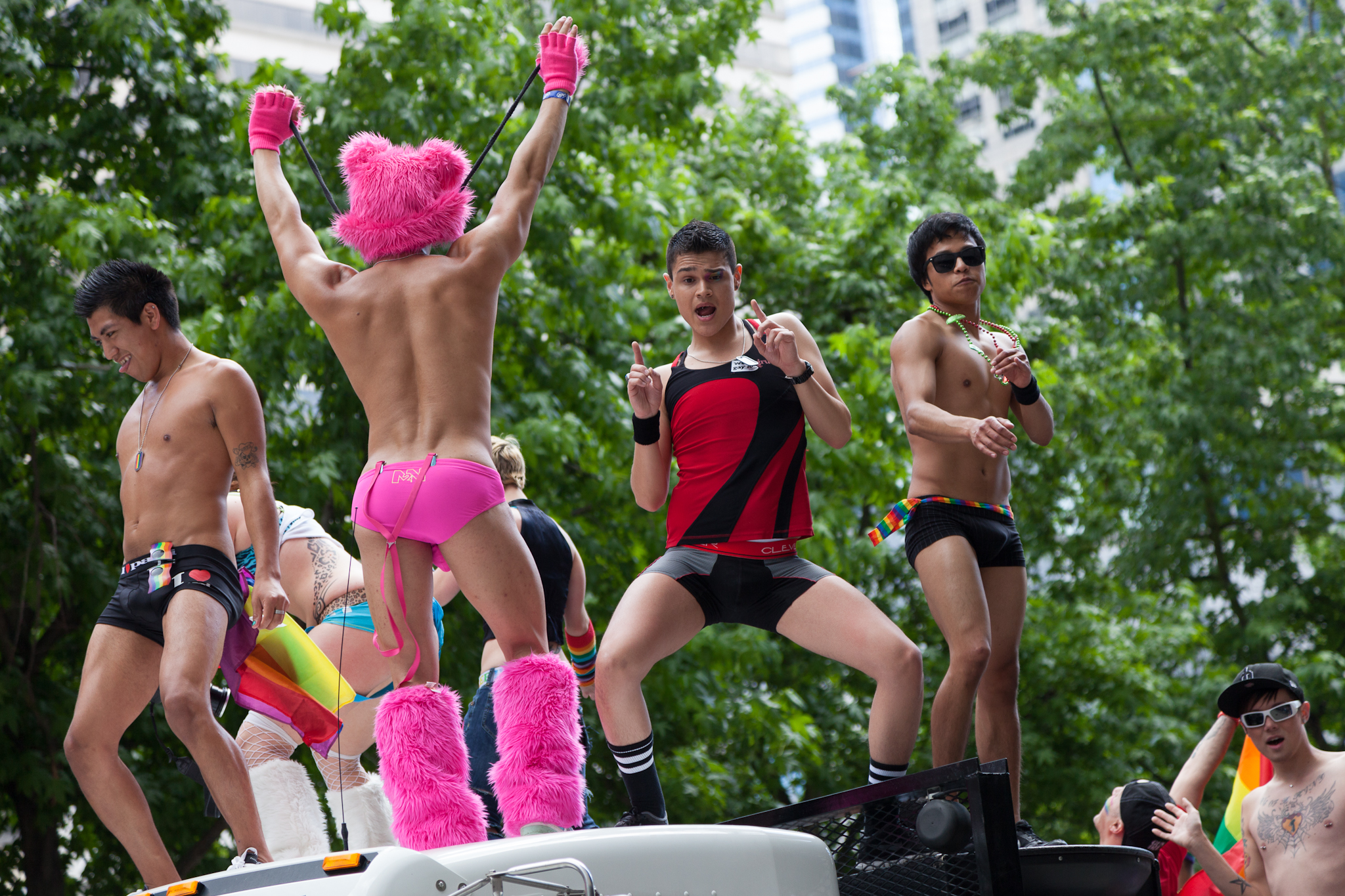
シアトルのプライド・パレード（2012年）

現在のパレードは、アメリカではニューヨーク市のほかにサンフランシスコなどの性的少数者が比較的多数存在しているとされる大都市だけでなく、地方の小都市でも開かれる傾向にある。アメリカ以外では、シドニーおよびメルボルン（オーストラリア）、トロント（カナダ）、ベルリン（ドイツ）、パリ（フランス）、サンパウロ（ブラジル）、バンコク（タイ）などのパレードが有名である。性的少数者に対して寛容な都市ではパレードがフェスティバルやマルディグラのようなお祭り的な要素が多く盛り込まれる傾向にある。規模の大きなイベントではフロート車やダンサー、ドラァグクイーンやムードを盛り上げる音楽などの仕掛けが用意されている場合もあり、参加者のなかには地元の政治家やLGBTマーチンググループなど様々な政治・教育分野の人々、LGBTフレンドリーな教会団体、PFLAGなどストレート・アライの団体・人物、大企業のLGBT従業員組合などが加わることもある。
各地域のパレードが持つ独自の政治的・行動主義的な側面の他にも、多くのパレードにはAIDS禍やLGBTの人々に対する暴力の犠牲となった人々を追悼する場ともなっている。いくつかの重要なパレードには政府や企業スポンサーによるサポートがなされ、開催地の観光資源として広く宣伝がなされている。一部の国においてはプライド・フェスティバルと銘打ち、公園や歩行者天国の道路を使ってコンサート、ビールスタンド、コンテスト、スポーツイベント、ゲームなどを提供してカーニバルのような形態を取る都市もある。
サンパウロのように、百万人単位という動員を果たし、外貨獲得に貢献しているパレードもあれば、シドニー・マルディ・グラやロンドン・プライドのように、財政難から開催に黄信号が灯ったり、あるいはロシアのモスクワ・プライドのように政府当局から弾圧されるパレードもあり、経済・政治の影響を大きく受けつつ、世界各地において、新しい時代にふさわしいパレードのあり方が模索されている。

## イベントへの反発
キリスト教、保守的な人々の一部は、公共の場におけるヌードやBDSMの強調、その他のセクシャリティに関連した点が公共のモラルに反しているとしてイベントに反対している。ハンガリーなどプライド・イベントを禁止としている国もある。

## 議論
2011年3月に、カナダ最大都市トロント市長のロブ・フォードは「税金をヘイト・スピーチには使うべきでない」として、「賛否のある反イスラエルのグループ『Queers Against Israeli Apartheid』（QuAIA）がマーチに参加することを主催団体が認める場合は『トロント・プライド・パレード』への資金援助をしない」と表明した。これに対してQuAIAがパレードの非参加を4月に発表している。

## 日本のプライド・パレード
1994年8月28日、日本で初めてのプライド・パレードである「第1回レズビアン・ゲイ・パレード in 東京」が開催された。1996年6月30日、日本で2か所目のプライド・パレードである「レズ・ビ・ゲイ プライドマーチin札幌」が開催された。
2021年、石川県、岡山県で、県内初のプライド・パレードが開催された。2022年、秋田県、山形県、福島県、新潟県、和歌山県、徳島県、沖縄県で、県内初のプライド・パレードが開催された。2023年、福井県、静岡県、奈良県、島根県、広島県、山口県で、県内初のプライド・パレードが開催された。2024年、群馬県、高知県、大分県で、県内初のプライド・パレードが開催された。2025年、愛媛県で県内初のプライド・パレードが開催された。

### 北海道

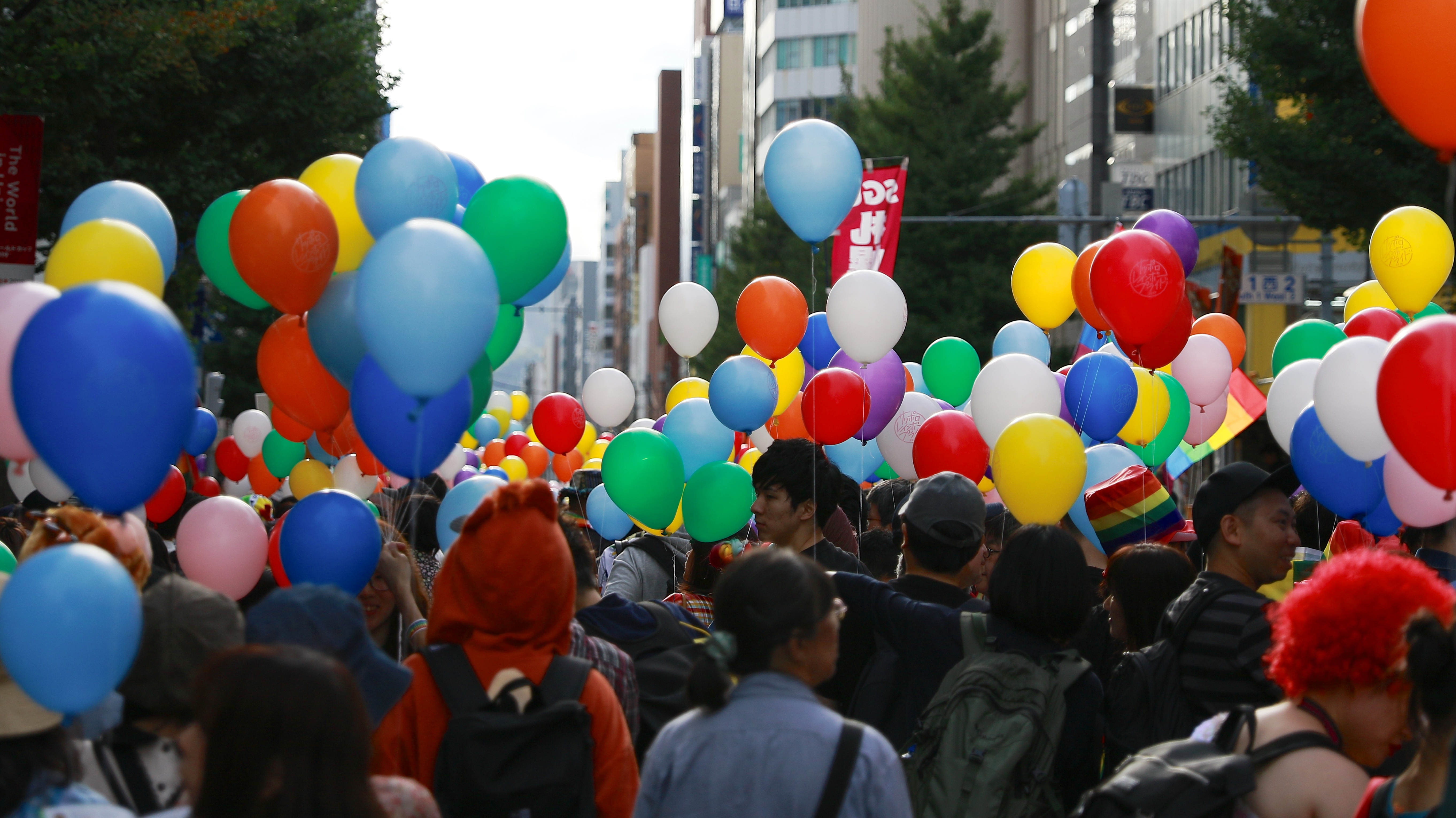
さっぽろレインボープライド（2019年9月15日）

1996年6月30日、鈴木賢ら「HSA（北海道セクシュアルマイノリティ協会）札幌ミーティング」のメンバーを中心とする実行委員会によって、「レズ・ビ・ゲイ プライドマーチin札幌」が開催された。北海道では初めて、日本では2回目のパレードの開催となった。
1997年6月および1998年8月に「セクシャル・マイノリティ・プライドマーチ」の名称で開催。1999年からは、現在の名称である「レインボーマーチ札幌」の名称で毎年9月に開催されている。主催元は「レインボーマーチ札幌 実行委員会」。日本のプライド・パレードにおいてフロート（トラックやオープンカーに派手な飾り付けをした、華やかな車両）が登場したのは、1999年の第4回レインボーマーチ in 札幌が最初である。また風船飛ばしは、2001年の第5回レインボーマーチ in 札幌から開始された。
2003年（第7回）から毎年、現職の札幌市長である上田文雄がパレード直後の集会にてスピーチを行なっている。また、2005年（第9回）のレインボーマーチの公式ガイドブックには、上田市長に加えて、北海道知事高橋はるみもメッセージを寄せている。
2006年3月、レインボーマーチ札幌の実行委員経験者によって「NPO法人at」（特定非営利活動法人 札幌レズビアン・ゲイ コミュニティサポートセンター）が設立された。
2013年9月15日、レインボーマーチ札幌ファイナルが開催。同イベントはこの年を最後に閉幕した。
2017年10月8日、新団体によって「さっぽろレインボーマーチ＋」が一度だけ開催された。同年12月、新たなパレードに向けて「さっぽろレインボープライド実行委員会」を結成された。
2018年10月7日、第1回「さっぽろレインボープライド」が開催された。
2020年、小樽市で第1回「小樽プライド」が開催された。2023年（第4回）には参加者200名を達成し、迫俊哉小樽市長や在札幌米国総領事館のマーク・ウェベルス首席領事が参加した。

### 東北地方
青森県
東京で性的少数者の権利活動に携わり、青森でも団体のメンバーとして活動に関わっていたレズビアンの女性がいた。2013年秋に母親が亡くなると、女性はパートナーとともに27年ぶりに帰郷。2014年4月、母親が残したJR青森駅近くの居酒屋を改装し、カフェバーを開いた。オープンに際し、女性はパートナーと仲間と3人で青森県初のパレードである「青森レインボーパレード」を行った。同年6月、女性とパートナーは青森市役所に婚姻届を提出したが、市は日本国憲法の規定を根拠に受理しなかった。このことはひとつの事件として報じられ、衆議院議員の逢坂誠二はのちに質問主意書に書き込んだ。
2022年6月5日、「青森レインボーパレード2022」が青森市の中心部で開催された。パレードの参加者は約200人。
岩手県
2018年9月1日、岩手県初のプライド・パレードである「いわてレインボーマーチ」が盛岡市内で開催された。パレードはもりおか歴史文化館をスタートし、終点の盛岡城跡公園までを160人の参加者が歩いた。
2023年5月13日と14日、コロナ禍での中止を挟んで3回目のリアル開催となる「いわてレインボーマーチ」が盛岡市で行われた。同月から同市で導入されたパートナーシップ宣誓制度を記念して、初日は東北6県の当事者団体のメンバーが集まった。
宮城県
2015年8月2日、LGBT関連イベント「東北レインボーSUMMERフェスティバル」が仙台市で開催。2016年8月7日、第2回「東北レインボーSUMMERフェスティバル」が開催。
2019年9月16日、一般社団法人日本LGBT機構（現・一般社団法人センススポーツ協会）が主催する「仙台プライドジャパン2019」が仙台市で開催。同イベントの一環で、宮城県初のパレードである「レインボーパレード」が行われた。
2020年、コロナ禍のためパレードは中止。2021年7月18日、「みやぎにじいろパレード2021」がオンラインで開催された。
2022年6月12日、「みやぎにじいろパレード2022」が仙台市で開催された。
秋田県
2019年10月、秋田公立美術大学と国際教養大学のそれぞれのLGBT関連サークルと市民団体「性と人権ネットワークESTO」が中心となり、翌年5月に秋田県初のパレード「秋田プライドマーチ」を開催する旨が発表された。しかしコロナ禍のため2020年、2021年と2年続けて開催することができなかった。
2022年5月28日、ようやく秋田県初のパレード「秋田プライドマーチ」が秋田市で開催された。パレードは約100人が参加。秋田駅近くのアゴラ広場に集合し、秋田市文化創造館との間を行進した。
山形県
2022年10月30日、山形県初のプライド・パレードである「やまがたカラフルパレード」が山形市で開催された。参加者は山形市十日町の第二公園に集合し、パレードを開始した。
2023年9月9日、「庄内レインボーマーチ」が酒田市で開催された。同市での開催は初めて。山形県立酒田光陵高等学校ビジネス流通科3年生の有志が企画、主催した。
福島県
2020年2月14日、「ふくしまレインボーマーチ」を同年5月17日に開催する旨が発表された。福島県初のパレードとなる予定だったが、新型コロナウイルス感染拡大のため10月に延期。しかし収束が望めずオンラインでの開催となった。2021年もオンラインでの開催となった。
2022年10月2日、福島県初めてのリアル開催のパレード「ふくしまレインボーマーチ」が福島市で行われた。

### 関東地方
群馬県
2024年10月6日、群馬県初のパレードである「ぐんまレインボープライドパレード」が前橋市で開催された。当事者や支援者ら約130人が参加した。
埼玉県
2020年1月25日、「SAITAMA RAINBOW PRIDE 2020」が川越市のウェスタ川越で開催された。このイベントの中で、埼玉県初のパレードである「2020彩の国さいたまレインボーパレード」が行われた。また、第4回LGBT成人式も行われた。
東京都

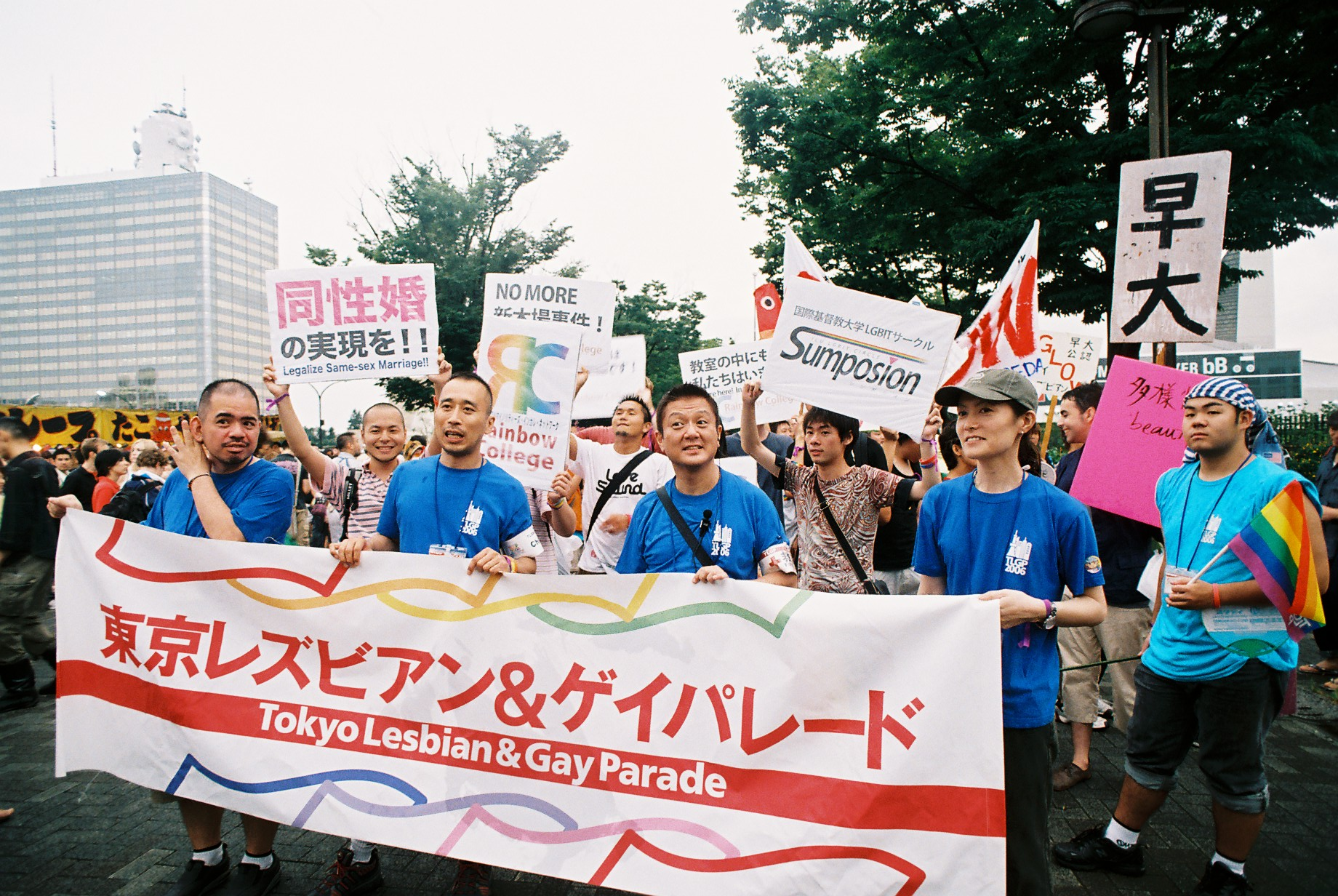
東京レズビアン&ゲイパレード（2006年）

1994年8月28日、日本における最初のプライド・パレード「第1回レズビアン・ゲイ・パレード in 東京」が、ILGA日本支部を中心とする実行委員会によって主催された。東アジアでは同年6月のフィリピンに続き2番目に早い開催であった。
1996年8月25日開催の第3回において、運営・主催者側発言を巡り紛糾、第4回以降は実質的な広報を行わずに小人数で開催されることとなった。
1997年10月10日、レズビアン・バイセクシュアルの女性を中心とするパレード「ダイクマーチ」が東京で開催された。参加者は213名。日本国内において、女性自認のメンバーのみによって開催された唯一の性的マイノリティのためのパレードとされる。
1998年5月1日、2000年5月1日、2001年5月1日に「レインボーパワースピーカーズ」(「ヤジウマ会議」)主催で新宿で行われた。2000年の参加者は40名だった。その後、2002年、2005年、2006年に開催された。
2000年8月27日、「東京レズビアン&ゲイパレード（TLGP）2000」が開催された。前年の1999年まで開催されていた「東京レズビアン・ゲイ・パレード」とは別の団体の主催よるパレードで、名称も「レズビアン」と「ゲイ」の間に「&」が入っている点で異なっている。約2000人の人々が渋谷界隈を歩いて性的少数者の存在をアピールした。
2001年8月26日、2002年9月8日に「東京レズビアン&ゲイパレード」が開催され、3000名を超える参加者を動員した。
しかし、ボランティアベースによる寄付金に頼った運営体制の困難さなどから、2003年は年頭に休止が決定された。
2004年は開催が企画されるものの、最終的には休止となった。これらを教訓とし、2004年の秋から冬に掛け、2000年～2002年の実行委員経験者の有志による「準備会」が開かれた。その結果、TLGPを運営する母体として「東京プライド」が設立された。運営母体である「東京プライド」が委嘱する形でTLGP2005の実行委員長を選出し、実行委員長と「東京プライド」メンバーが相談する形で、「TLGP2005実行委員会」が組織され、2005年8月13日、東京における3年ぶりのゲイ・パレード「TLGP 2005」が開催された（動員3,500人、主催者発表）。
2006年8月12日、「TLGP 2006」が開催された（動員3,800人、主催者発表）。
2007年からは「東京プライドパレード」として開催されることとなった。「TLGP」の名称（レズビアン&ゲイ）について、他国のそれ（プライド）や札幌・大阪（レインボー）などに比べて限定的・排除的であるとして、他のセクシュアルマイノリティも包含する名称を求める声があがった。これを受け、東京プライド理事会と実行委員会は「第6回東京プライドパレード」と名を改め、2007年8月11日に開催した（隊列参加者2,800人、主催者発表）。
東京プライドは2008年8月9日に第7回の開催を予定し、完全公募制の実行委員会が設立されたが、翌年2009年5月23日に延期となり、実行員会は解散された（理由は公式に発表されなかった）。その後、東京プライドを引き継いだ新代表理事はパレードの開催を2年置きにすることを決定し、2009年の開催はさらに延期となって第7回の開催は2010年8月14日（最終）となった。
2011年は同年3月11日に起きた東日本大震災（東北地方太平洋沖地震）の影響で中止とされていたが、2012年8月11日に第8回東京プライドパレードを開催予定と発表されていた。だが、代表理事の体調不良を理由に同年4月、突然の中止が発表された。この発表を受け、主にTwitter内の有志による「緊急開催！Save the Pride！」が急遽開催された（後述）。東京プライドを引き継いだ最後の代表理事はその後もパレードの開催を模索したが、2013年4月30日、東京プライドは総会を開き、解散を決定した。
2012年4月29日、前年に新たに組織された主催団体によるパレード「東京レインボープライド」が開催された。渋谷・原宿を約2500人が歩き、沿道の応援なども含めると約4500人が参加した。当初、同年8月11日に東京プライドによる「東京プライドパレード」も予定されていたが、後に東京プライドが中止を発表したため、分裂開催にはならなかった。
同年8月11日、「緊急開催！Save the Pride！」が代々木公園で開催された。600人がパレードに参加した。この日は「第8回東京プライドパレード」の開催が予定されていたが、中止となった事を受けて企画・開催された。
2013年4月28日、第2回「東京レインボープライド2013」が開催された。会場と沿道全体での参加人数は約12,000人（主催者発表）に上った。
神奈川県
2023年6月25日、「西湘レインボープライド」が真鶴町で開催された。同町での開催は初めて。約50人の参加者がJR真鶴駅を出発し、真鶴港を経て、荒井城址公園でピクニックをした。
2024年6月30日、「西湘クィアプライド」が真鶴町で開催された。県内外から約100人が参加。真鶴駅から真鶴港までの行進ルートでは、約10の商店がレインボーフラッグを店頭にかかげた。

### 中部地方
新潟県
2022年10月23日、新潟県初のパレードである「新潟プライドパレード」が新潟市で開催された。「新潟プライドパレード」は新潟市と長岡市においてそれぞれ別の日程で行うもので、長岡市では11月13日に開催された。
石川県
2021年10月10日、北陸地方初のパレードである「金沢プライドパレード2021」が金沢市で開催された。パレードには292人が参加。いしかわ四高記念公園をスタートし、兼六園下、近江町市場、尾山神社、香林坊、片町、金沢21世紀美術館前など約5.5キロを練り歩いた。
2022年9月18日、第2回「金沢プライドパレード」が行われた。パレードには480人が参加。しいのき迎賓館前をスタートし、金沢市内中心部の3.3キロを歩いた。
福井県
2023年10月22日、福井県初のLGBTパレード「さばえダイバーシティパレード」が鯖江市で開催された。パレードは市が主催し、性的少数者の啓発活動を行っている市民団体「なろっさ！ALLYさばえ」が企画・運営した。 
静岡県
2023年6月11日、静岡県初のLGBTパレード「はままつレインボープライド」が浜松市で開催された。パレードには約300人が参加した。
2025年6月15日、「伊東レインボーパレード」が開催された。伊東市での開催は初めて。
愛知県

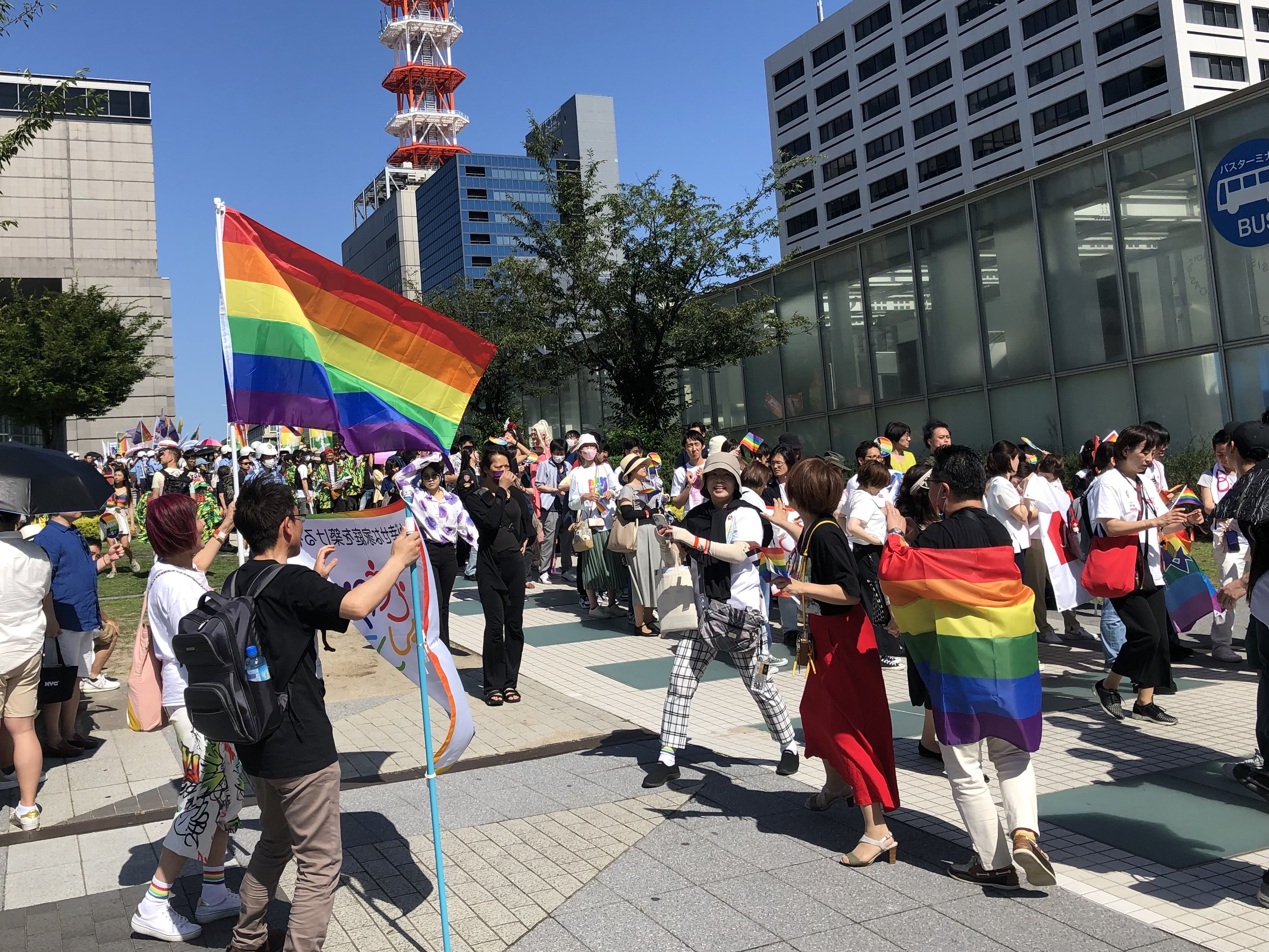
名古屋レインボープライド（2023年6月3日）

2012年10月27日、愛知県初のLGBTパレード「第1回虹色どまんなかパレード」が名古屋市で開催された。実行委員長はNPO法人「PROUD LIFE」の代表理事の安間優希が務めた。2012年から2015年までのメイン会場は中区栄の池田公園だった。2016年、2017年のメイン会場は中区栄のナディアパークだった。しかし2018年の「虹色どまんなかパレード」は実行委員の負担増や世代交代などの課題により中止になった。
2019年以降は「名古屋レインボープライド」に引き継がれた。メイン会場はオアシス21の銀河の広場に移った。
名古屋では、2005年以降、WADN「世界エイズデー in NAGOYA」が12月1日（世界エイズデー）に名古屋市内でパレードを開催しており、同性愛者によるHIV/AIDSの予防・啓発団体などが運営参加している。
| 年     | 開催日                     | 名称                     | 備考                                       |
| ------ | -------------------------- | ------------------------ | ------------------------------------------ |
| 2012年 | 10月27日                   | 虹色どまんなかパレード   |                                            |
| 2013年 | 10月16日                   | 同上                     |                                            |
| 2014年 | 11月1日                    | 同上                     |                                            |
| 2015年 | 10月31日                   | 同上                     |                                            |
| 2016年 | 9月17日                    | 同上                     |                                            |
| 2017年 | 9月16日                    | 同上                     |                                            |
| 2018年 | 中止                       | 同上                     | 実行委員の負担増や世代交代などの課題のため |
| 2019年 | 7月6日-7日                 | 名古屋レインボープライド |                                            |
| 2020年 | 中止                       | 同上                     | 新型コロナウイルス感染拡大のため           |
| 2021年 | 5月16日 （オンライン開催） | 同上                     | 新型コロナウイルス感染拡大のため           |
| 2022年 | 5月14日                    | 同上                     |                                            |
| 2023年 | 6月3日                     | 同上                     |                                            |
| 2024年 | 6月15日                    | 同上                     |                                            |
| 2025年 | 5月17日                    | 同上                     |                                            |

### 近畿地方
京都府
2004年～2007年、立命館大学でジェンダー/セクシュアリティにまつわる活動をしている有志の学生組織「 立命館大学 Gender Sexuality Project（GSP）」が主催するパレード「レインボーパレード」が、学園祭にあわせて11月に京都市内で開催されていた。
2021年4月15日、第1回となる「京都レインボープライドパレード2021」が開催された。パレードの参加者は約200人。京都市役所を出発し、円山公園まで行進した。
大阪府

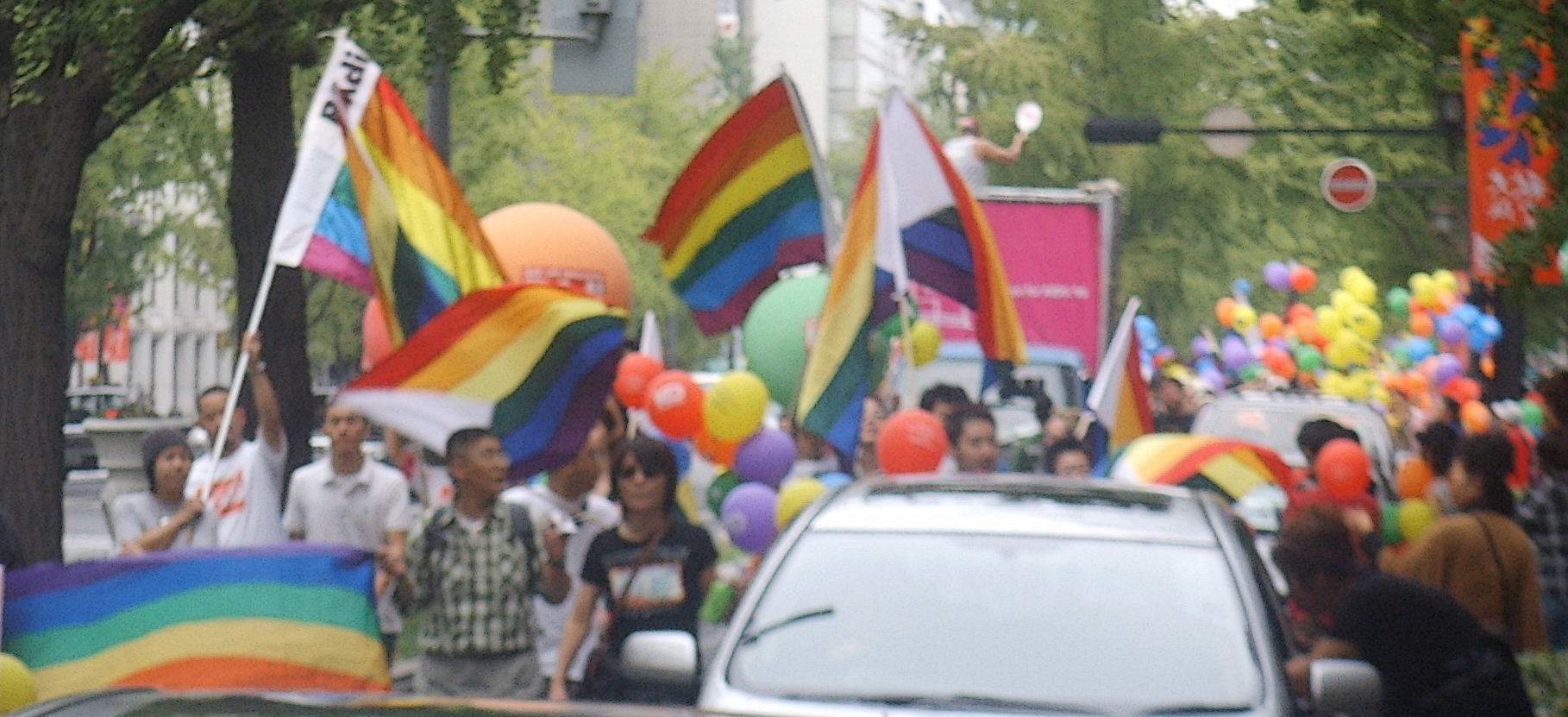
関西レインボーパレード（2006年10月22日）

2006年10月21日、大阪市の扇町公園で、この年3回目となるHIV予防・啓発イベント「PLuS+」が開催された。これに合わせて10月22日、大阪府で初のプライド・パレードである「関西レインボーパレード」が開催された。事務局長は当時大阪府議会議員であった尾辻かな子が務めた。スタート地点は大阪中心部の中之島公園で、御堂筋を南下し、なんばの元町中公園がゴール地点である。第1回目の動員数は約900人（主催者発表）で、大阪府知事及び大阪市長のメッセージも紹介された。
2007年の「関西レインボーパレード2007」は1326人（主催者発表）の参加者があった。
2013年10月12日、「関西レインボーパレード＆レインボーフェスタ」が開催された。この年から会場が扇町公園に移され、名称も「レインボーフェスタ」の言葉が加わった
。2018年からは2日間の開催となった。
2022年10月8日と9日、「レインボーフェスタ！2022」が開催された。
2023年3月5日、「岸和田城レインボーパレード」が岸和田市で開催された。同市での開催は初めて。
兵庫県
2006年5月13日、神戸まつりが開催。神戸まつりにおいてメインストリートで行なわれるパレードに、団体の一つとして第1回目の「神戸LGBTIQプライドマーチ」が参加した。参加者は15人だった。兵庫県初のプライド・パレードとされる。
2019年11月10日、「明石プライドパレード」が明石市で開催された。同市での開催は初めて。明石公園を出発し、明石駅北や明石港、銀座通り商店街を約2時間かけて行進した。
2023年6月4日、「レインボープライドたからづか」が宝塚市で開催された。同市での開催は初めて。メイン会場は宝塚市立文化芸術センター。
奈良県
2023年10月28日、奈良県初のパレード「レインボーパレード」が奈良レインボーフェスタの一環として、奈良市で開催された。JR奈良駅から奈良公園を経て、奈良県庁を通る約3キロのコース。
和歌山県
2022年3月26日と27日、「レインボーフェスタ和歌山2022」が和歌山市の和歌山城西の丸広場で開催された。2日目の27日、和歌山県初のプライドパレードが行われた。

### 中国地方
島根県
2023年11月25日、島根県初のLGBTパレード「島根レインボープライド」が松江市で開催された。出発地点の松江テルサから市総合体育館前を通って松江城に至る約2.3キロを1時間半かけて行進した。
岡山県
2021年11月28日、中国地方初のプライドパレード「ももたろう岡山虹の祭典」が岡山市で開催された。パレードは約300人が参加。岡山市北区の石山公園を出発し、3.5キロのコースを通った。同性婚訴訟（「結婚の自由をすべての人に」訴訟）の原告の女性カップル（ひとりは日本国籍、ひとりは米国籍）も参加し、新聞などで報じられた。
2022年10月16日、ももたろう岡山虹の祭典は名称変更され、「岡山レインボーフェスタ」として2回目のパレードが開催された。
広島県
2023年6月10日と11日、「2023ひろしまフラワーフェスティバル」が広島市で開催された。1日目の10日、メインイベント「花の総合パレード」に参加するかたちで、広島県初のプライドパレードが行われた。プライドパレードとしての参加者は約60名。
山口県
2023年5月5日、山口県初のパレードである「山口レインボープライド」が山口市で開催された。一般社団法人山口青年会議所と性的少数者支援団体の主導による。メイン会場は亀山公園。

### 四国地方
徳島県
2022年11月6日、徳島県初のパレードである「とくしまプライドパレード」が徳島市で開催された。パレードとともに、東ちづるの講演や徳島県副知事の勝野美江などが登壇するパネルトークを含む「ダイバーシティを考える会」も市内のJRホテルクレメント徳島で開催された。
香川県
2019年8月25日、四国地方初のパレードである「丸亀レインボーパレード」が丸亀市で開催された。丸亀市の梶正治市長は2016年にパートナーシップ宣誓制度の導入を検討し始め、2018年に要綱をまとめたが、市議会議員たちから反発の声が上がり、見送られることとなった。梶はパレードの会場に出席し、「当たり前のことだと思っていたら、市議会では当たり前のことではなかった。制度が通らなかったのはこうした啓発が足りてなかった面もある」と語った。
2020年と2021年は新型コロナウイルス感染拡大により中止。
2022年11月19日、名称を「まんで！ さぬきレインボーパレード」に変更して、宇多津町で開催された。
高知県
2024年11月30日、高知県初のパレードである「高知にじいろパレード」が高知市で開催された。約100人が参加し、市中心部にある帯屋町商店街とJR高知駅の間を往復した。
愛媛県
2025年3月8日、愛媛県初のパレードである「えひめプライドフェスタ＆パレード」が松山市で開催された。約150人が参加し、銀天街や大街道などおよそ2キロを歩いた。

### 九州地方
福岡県
2007年5月4日、福岡県初のパレードである「クィア・レインボー・パレード in 博多」（主催団体「QF3」）が福岡市で行われた。このパレードは、全国的に有名な博多どんたく中に参加する形を取り、参加者は100名をこえた。
2008年、2回目のパレードが開催された。
2022年11月6日、「九州レインボープライド2022」が開催された。メイン会場は福岡市博多区の冷泉公園。
熊本県
2016年11月12日、熊本県初のパレードである「レインボーパレードくまもと2016」が熊本市で開催された。パレードは熊本市中央区の辛島公園からスタートした。
大分県
2024年11月23日、大分県初のパレードである「おおいたレインボープライド」が大分市の大分駅周辺で開催された。
沖縄県
2012年11月24日、沖縄市の市民まつり「沖縄国際カーニバル2012」が開催。同カーニバルはパレードがあり、そのなかの自由参加の活動自慢部門に性的少数者たちが出場する形で、県内初のプライドパレードが実現した。
2022年11月20日、「ピンクドット沖縄2022」が那覇市で開催された。同イベントは開催10年目にして初めてプライドパレードを実施した。約300人が参加し、国際通りを歩いた。これをもって琉球新報やNHKは、「沖縄県内で初のパレードが開かれた」と報じた。パレードはうるま市在住の南定四郎がピンクドット沖縄の理事会に提案したことがきっかけで実現した。

## 各国の著名なパレード

### アジア

#### フィリピン
ストーンウォールの反乱から25周年にあたる1994年6月26日に「Progressive Organization of Gays in the Philippines (ProGay Philippines)」と「Metropolitan Community Church (MCC) Manila」がアジア初のプライド・パレードを行った。メトロ・マニラのエドゥサからケソンを練り歩き、ケソンではケソンメモリアルサークルにて「Queer Pride Mass」（ミサ）や連帯を訴えるプログラムが行われた。
このパレードは同年日本で開かれた「東京レズビアン・ゲイ・パレード」より2ヶ月早かった。
1995年は「MCC」と「ProGay Philippines」とその他の団体で内々の祝祭が行われ、1996、1997、1998年には「Reachout AIDS Foundation」の主催でマニラ市内のマラテにて大規模なマーチが行われた。1998年はフィリピン共和国の建国100周年の年に当たり、建国記念の公式イベントの一つとして開催された大規模な市民パレードの一環としてプライドマーチが行われた。リサール公園のキリノ・グランドスタンドにてフィリピン大統領のジョセフ・エストラーダがマーチに参加した。
1999年にLGBTとアライのグループ Task Force Pride Philippines (TFP) が組織され、毎年開催の「Metro Manila Pride March」の主催を行っている。2003年からは12月の人権週間（世界エイズデー（12/1）、Philippine National Lesbian Day（12/8）、世界人権デー（12/10））に合わせてイベントの開催月を6月から12月に変更した。
2005年12月10日には第1回「LGBT Freedom March」が "CPR: Celebrating Pride and Rights" をテーマに開催され、マニラ市街のエスパーニャ通りやキアポ通り沿いを練り歩いた。

#### 台湾（中華民国）

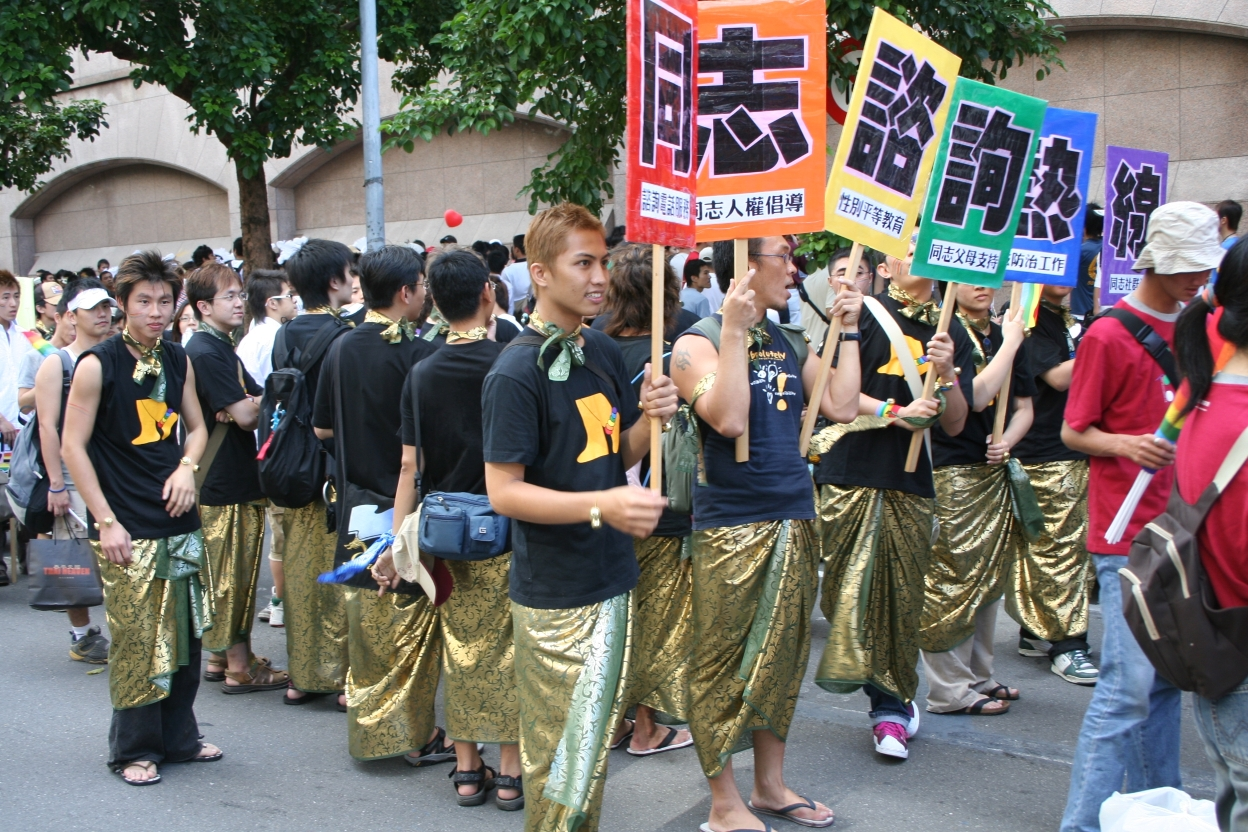
台北にて行われた「台灣同志遊行」（台湾プライド）に参加する台灣同志諮詢熱線協會の人々（2005年）

2003年11月1日に台湾（中華民国）で最初のLGBTプライド・パレードが台北市内で1,000名以上の参加者を集めて開催された。台湾市長と、後に中華民国総統となる馬英九が出席した。当時、台湾では同性愛をタブーとする見方が強かったため、マスクを着用した参加者も存在した。
2008年9月のパレードには参加者が約18,000人に上り、イスラエル・アブダビに次ぐアジアの大規模ゲイ・プライドイベントの一つとなった。その後の2009年には25,000人、悪天候に見舞われた2010年にも30,000人の参加者を動員するなど、参加者が開催毎に増加している。
同性婚を容認する特別法（中国語: 司法院釋字第七四八號解釋施行法）が2019年5月24日に施行された後に、同年10月26日に行われた17回目の「台灣同志遊行」では、200を超える団体の合わせて20万人が参加した。参加者は台北市政府（市役所）前から総統府までの約５・５キロを練り歩いた。2019年でのテーマは「同志好厝邊」、家庭を持ったLGBTを受け入れる社会の実現を目指した。

#### インド
2008年6月29日に、インドの4都市（デリー、バンガロール、ポンディシェリ、コルカタ）にて開催され、チェンナイでも翌日に開催された。1999年に開催実績のあるコルカタ以外の都市では、初めて行われたプライド・イベントであった。インド人民党がプライド・マーチへの反対を表明していたものの、イベント中には反対活動や衝突もなく終了し、一連のイベントに2,200人の参加があった。翌日に開催されたAIDS関連のイベントにてマンモハン・シン首相が「同性愛者への社会的寛容」を強く訴えるスピーチを行っている。
2008年8月16日（インド独立記念日61周年の翌日）に、ムンバイのゲイ・コミュニティが公式なプライド・パレードを行い、インドにおける反同性愛法の改正を訴えた。翌2009年7月2日に、デリーの高等裁判所は成人間の同意による同性間性行為は犯罪に当たらないとの裁定を下した。
2008年以降、プライドパレードはブヴァネーシュヴァルやトリチュールといったインドの地方都市でも行われるようになり、デリーでの参加者が3,500人に達し、2010年にバンガロールで開催された際には約1,500人が参加するなど、規模が大きくなりつつある。

#### ベトナム
2012年8月5日、ベトナムのLGBT活動家約100人が、同国で初めて、また社会主義国で史上初ともなるプライドパレードを開催した。 彼らはレインボー旗や風船を掲げてハノイ市内をバイクや自転車で走行し回った。警察の公式な許可はなかったが、妨害も受けなかった。ゲイ活動家らは、司法大臣による、同性間での婚姻を認める法案を準備すべきときが来たとの声明を支持するために今回のパレードを組織した。ベトナムは同性結婚を合法化するアジアで最初の国家になるかもしれない。
また、2013年8月4日にも、ハノイで同性婚の容認など同性愛者の権利向上を訴えるパレードが行われた。

#### シンガポール
2009年から、LGBTイベント「Pink Dot SG」が開催されている。しかし、シンガポールでは、男性間の性行為は違法となっていること、また集会の自由が制限されていることから、外国企業のイベント協賛が禁止されていたり、シンガポール国民、永住権者以外の参加が禁止されているなど、当局から様々な規制を受けている。

### 中東

#### イスラエル

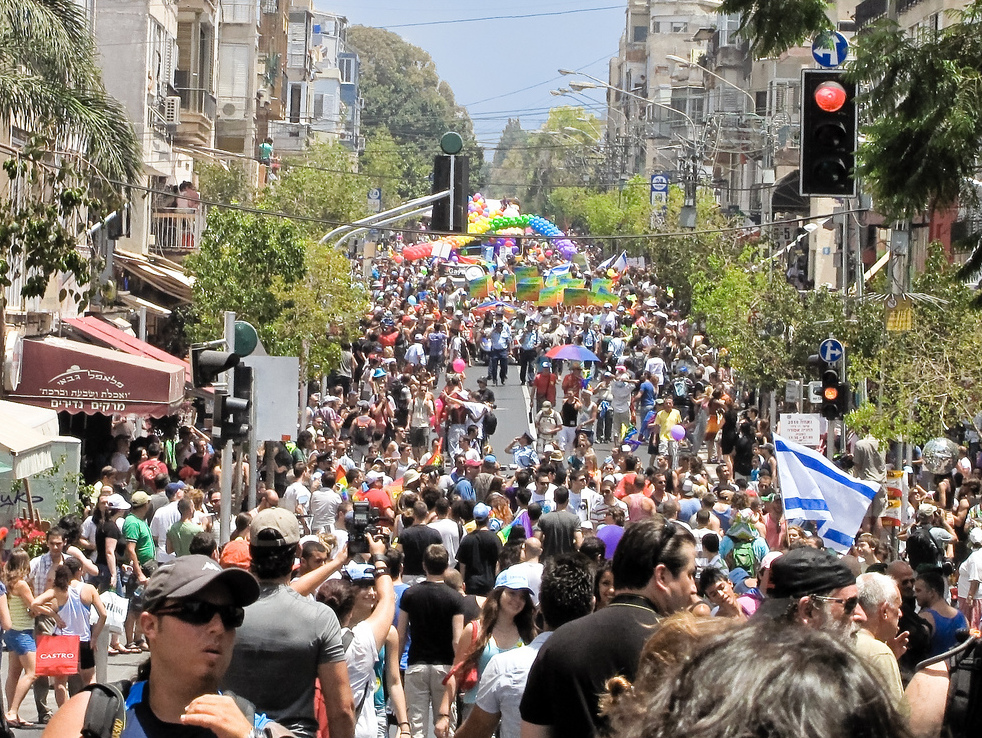
中東地域において最も規模の大きいテルアビブのプライドパレード。（2010年）

テルアビブで毎年開催されるパレードには10万人規模の参加がある一方で、エルサレムにおいてはパレード開催に対して宗教団体からの強い反対の声が上がっている。
テルアビブで最初のプライドパレードは、1993年に行われた。
2005年6月30日、エルサレムで第4回パレードが開催された。当初、市当局は開催不許可としていたが、裁判所がその決定を取り消したことで実施に至った。エルサレムのムスリム、ユダヤ教徒、キリスト教徒の各コミュニティの宗教指導者たちは、珍しく意見が一致し、パレードの許可取り消しを当局に求めた。また、パレードの途中でユダヤ教・超正統派の男性が包丁で3人に襲いかかる事件も発生した。
2005年夏に前述とは別のパレードが国際イベントとして計画されていたが、ガザ地区とヨルダン川西岸からのイスラエル撤退（ガザ地区撤退計画）に絡み2006年に延期された。しかしながら2006年にはイスラエルのレバノン侵攻が発生したため再度の延期となった。改めて2006年11月10日にエルサレムにて開催する計画が持ち上がったものの、今度は中央イスラエルのユダヤ教・超正統派による反発が起きてしまった。イスラエル警察は強烈な反発運動の発生を懸念してパレードの中止を要請。結局、後日、2007年6月21日にヘブライ大学のスタジアム内にて開催するという合意をみて決着となった。パレードはイスラエルのLGBT団体「Jerusalem Open House」が主体となり、警察数千人を動員してエルサレム中心部にて開催された。その後に計画されたパレードは、国立消防隊のストライキの影響で中止となった。消防隊のストは直接的には無関係だったものの、この影響で適切な許可が下りなかったためである。
2010年6月11日の前後に3つのパレードが開催された。メインパレードは、資金を市当局が一部援助し、約10万人の参加者を集めて行われ、イスラエルにおける最大規模クラスのパレードとなった。

### アフリカ

#### 南アフリカ共和国

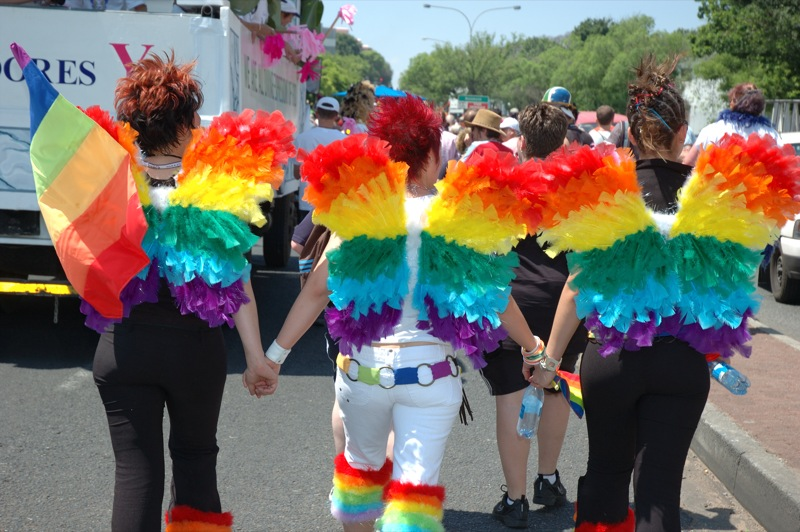
ヨハネスブルク・プライドでマーチングする女性達。（2006年）

南アフリカ共和国はアフリカ大陸で唯一プライド・マーチが行われている国である。毎年10月の第1土曜日に「Joburg Pride」がヨハネスブルクで開催されている。1990年には1,000人未満だった参会者は年々増大し、2009年開催時には20,000人以上が参加した。またケープタウンでも毎年2月にプライド・マーチが開催されている。ソウェトのメドーランズでは2008年から Joburg Pride の前週に「Soweto Pride」が、2009年からクワ＝テマでも同時期に「East Rand Pride」がそれぞれ開催されている。

#### モーリシャス
2006年より、毎年6月に「Rainbow Parade Mauritius」がモーリシャスのローズヒルで行われている。地元のLGBTI人権擁護NPO団体の Collectif Arc-en-Ciel が中心になって企画されている。

### ヨーロッパ

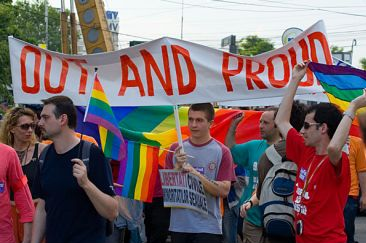
ルーマニアの首都ブカレストで開かれた「2005 GayFest」のプライドパレード

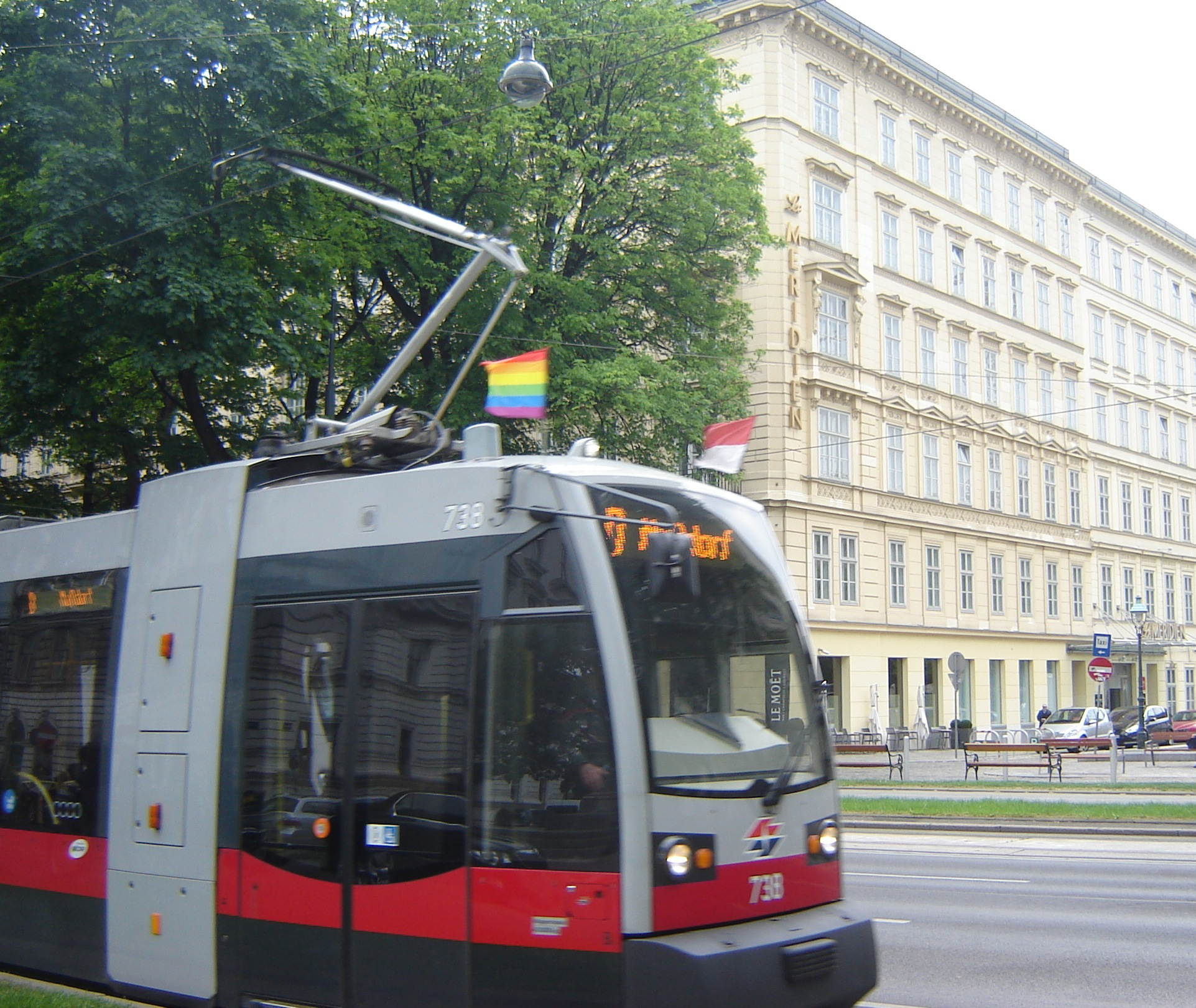
オーストリアの首都ウィーンでは、プライドパレード開催の一月前から全てのウィーン市電の車両にレインボーフラッグのデコレーションを行っている。

東ヨーロッパにおいて最初のプライドパレードは、2002年にクロアチアで集会の自由を権利として求める運動の一環として「The Internationale Pride」という名前で行われた。旧ユーゴスラビア国家の中ではスロベニアとクロアチアだけでプライドイベントが当時行われていた。セルビアの首都ベオグラードでは2001年に同様のイベントが企画されたが、イベント参加者を含む抗議集団と警察との間で衝突が発生し、結果徹底的な鎮圧で終結する流血の惨事が発生し中止に追い込まれた。
クロアチアの首都ザグレブでは2006年6月22〜25日にかけてインターナショナル・プライドが行われ、これまでプライドパレードが行われていなかったり、法律で禁止されていた東ヨーロッパやバルカン半島諸国から国境を超えて各国の代表が集まった。13カ国の参加のうちポーランド、スロベニア、クロアチア、ルーマニア、ラトビアではプライドイベントが行われている。スロバキアでもプライドが行われたが、スロバキア過激主義勢力Slovenska pospolitostとのトラブルが続いている。ボスニア・ヘルツェゴビナ、マケドニア共和国、アルバニアおよびリトアニアでは未だプライドが開催されたことがない。かつてセルビアの一部であったコソボからの代表も参加があり、これがコソボにとって10年前の内戦後に他の州や地域と共同で参加した最初のプライドとなった。

#### ブルガリア
他のバルカン半島諸国と同様に、ブルガリアもセクシャリティに関連する問題には非常に保守的な傾向を持っている。1968年に同性愛は非犯罪化されたが、社会的な受け止めはあまり進んでいない。2003年にはLGBTコミュニティやその人々に対する差別を防止する様々な法律が制定された。2008年には同国における最初のプライドが開催された。スキンヘッドのグループが約200名の参加者に対する攻撃を仕掛けていたが、警察が衝突回避の介入を行った。
2009年の開催時には国内だけでなく、ギリシャやイギリスからの旅行者も混じり、合わせて300人以上の参加があり、大きな混乱もなく行われた。第3回となる2010年には800人近い参加者があり、屋外コンサートのイベントが開催された。

#### フランス
フランスの首都パリでは毎年6月27日にプライドパレードが行われ、毎回50万人規模の動員がある。これ以外にもフランス国内ではアンジェ、ビアリッツ、バイヨンヌ、ボルドー、カーン、ル・マン、リール、リヨン、マルセイユ、モンペリエ、ナンシー、ナント、パリ、レンヌ、ルーアン、ストラスブール、トゥールーズ、トゥールの各都市にてパレードが行われている。

#### ギリシャ
1980年代から90年代にかけてプライドイベントが何度も企画されたが、2005年に首都アテネで開催された「アテネ・プライド」がギリシャ最初のイベントとなった。アテネ・プライドはアテネ中心街にて毎年6月に行われている。

#### ラトビア
2005年7月22日にラトビア最初のプライドマーチが首都リガにて行われた。このマーチは当初、市から開催が不許可となり、また当時のラトビア首相のアイガルス・カルヴィティスが開催に反対を表明していたが、裁判所による許可が出されたことで反対派に囲まれながらも行われた。2006年にパレードを企画するLGBTの人々が反対派によって襲われる事件が発生し、ラトビア当局には適切な対応を取らなかったとして国際メディアによる批判や欧州議会による批難などが向けられた。
国際的な圧力がかかる中、2007年にもプライドパレードが行われ、4,500人の参加者がヴァーメンズ公園周辺をパレードした。1,500人の警官が反対派の阻止に当り、公園周囲のルートには両側に鉄柵が設けられるなどの対策が取られた。パレードが終わり参加者達がバスに乗り込み始めるのとほぼ同時に爆竹が投げ込まれ、うち一つが爆発する事件が発生した。参加者はバスに逃げ込んだことで負傷者はなく、バスは安全なリガ市郊外のユールマラまで走り、参加者を鉄道駅まで送り届けた。参加者の中には欧州議会のメンバやアムネスティ・インターナショナルのオブザーバー、ラトビア国外から応援に訪れた人々などが含まれていた。
2008年のリガ・プライドは11月11日にリーガ城（大統領官邸）前の広場にて行われた。イベントの途中で欧州議会メンバーのスピーチやラトビア大統領のからのサポートメッセージが披露された。広場は一般には解放されず、300人ほどの反対派は警察の設置したバリケードの後ろの橋に集まり抗議を行った。この年も参加者はバスで広場を離れ、5分程の距離の中心街まで送られた。

#### リトアニア
2010年にリトアニアの首都ヴィリニュスにて最初のプライドが開催された。警察が警備するなか、地元の参加者と共に300人程の海外からの参加者が通りを歩いた。

#### オランダ

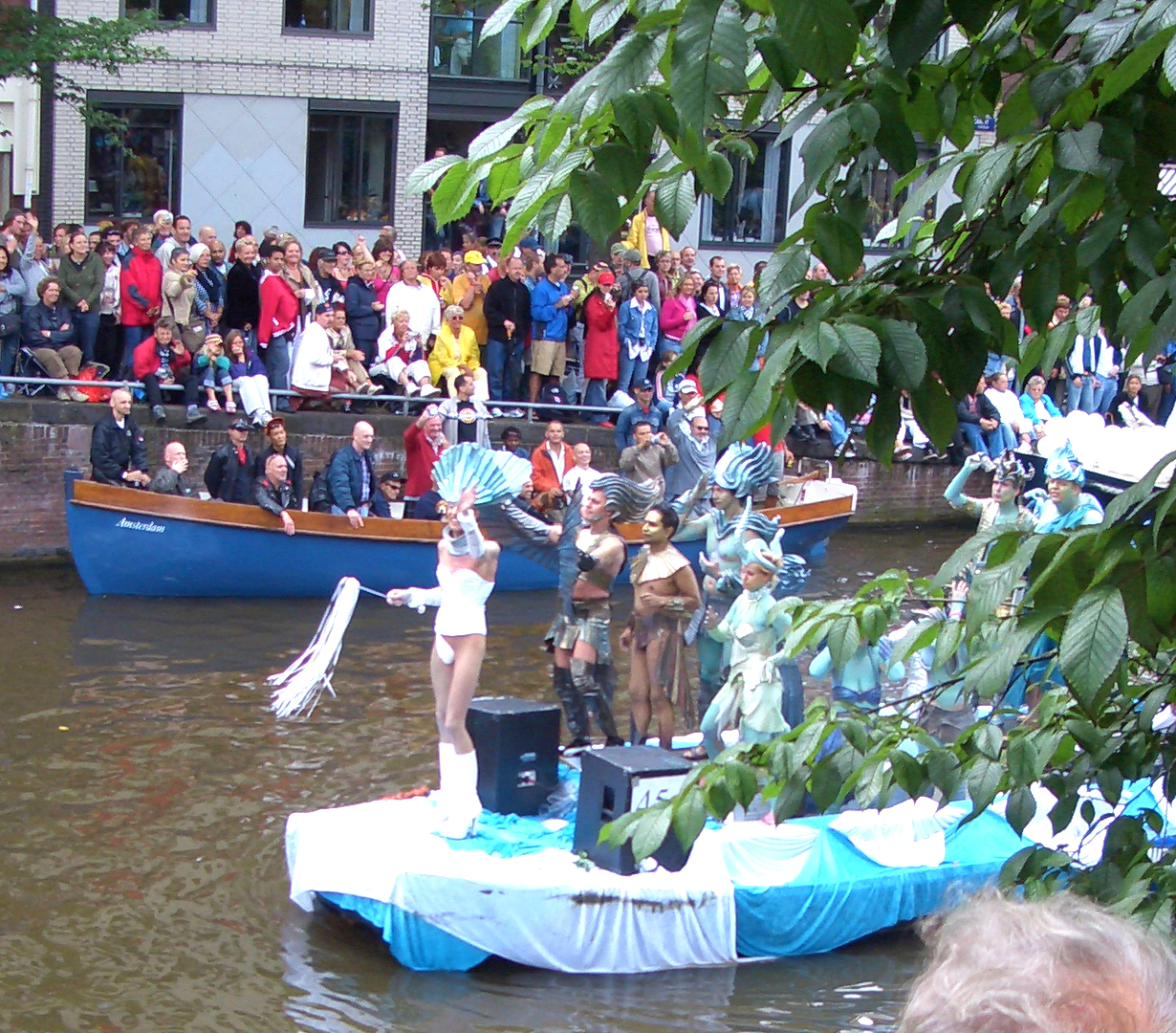
アムステルダムのプライドパレードは街の周囲を囲む運河で行われる。（2005年）

1996年から開催されているオランダの首都アムステルダムでのゲイプライドは、社会的な受け入れに最も成功した例の一つとされている。週末の数日間で開催され、コンサート、スポーツトーナメント、ストリート・パーティなどのほか、最大の見せ場である市内を囲む運河をパレードのボートが進む「カナル・プライド」などのイベントが行われる。2008年のパレードでは、当時の内閣の全閣僚がパレードに3隻のボートで参加した。アムステルダム市長であったヨプ・コーヘンも同じく参加し、50万人の人出があった。2008年はオランダ発祥の国際企業INGグループやTNTエクスプレスが初めてイベントのスポンサーとなった年でもあった。

#### ポーランド
2005年にポーランド・ワルシャワの地元当局がゲイ・プライドの開催を禁止するなかで強行された。この禁止措置が後に欧州人権条約の違反であるとして裁判が行われた。2008年には1,800人を超える人々がマーチに参加し、2010年にはユーロプライドがワルシャワで開催され、8,000人の参加があった。

#### ポルトガル
ポルトガルでは、「Marcha do Orgulho LGBT」（LGBTプライドマーチ）の名称で2006年から行われている。首都のリスボンでは「Marcha do Orgulho Lisboa」（プライドマーチ・リスボン）の名称で行われている。

#### ロシア

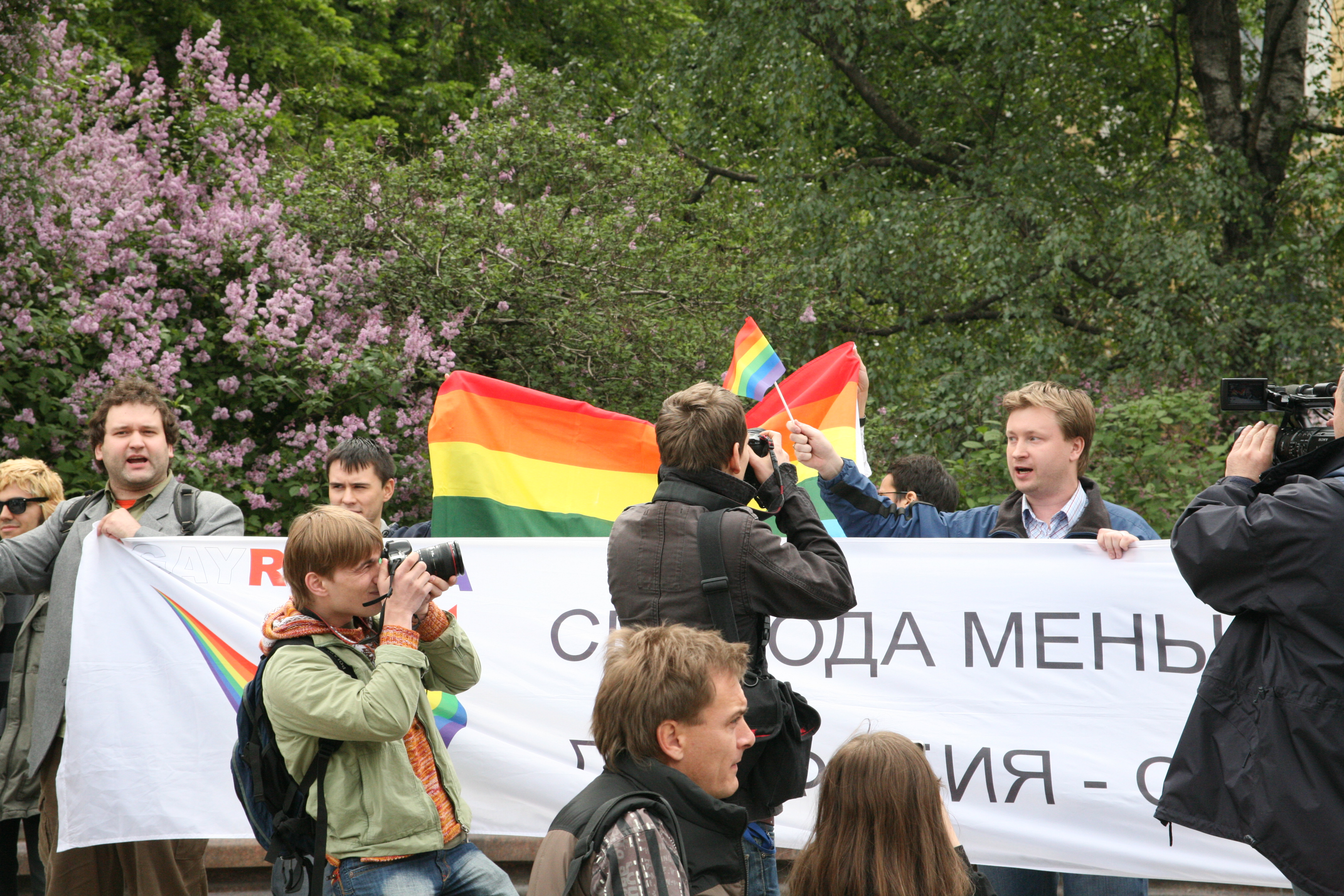
モスクワ・プライド（2008年）

ロシアにおいては、サンクトペテルブルクやモスクワの例などを初めとして、政治家や宗教指導者、右派組織などの反発を理由に、概ね市当局によって禁止されている。開催に反対の立場を取るモスクワ市長のユーリ・ルシコフはモスクワ・プライドについて「悪魔の業」と表現している。パレードの強行によって参加者と反対派の衝突が発生するため、警察が双方の接近を阻み、参加者を追い払う対応を行っていた。しかしながら2009年5月のユーロビジョン・ソング・コンテスト開催時に行われたマーチではこれまでの対応とは異なり、マーチの参加者を逮捕する積極的な行動に変わった。欧州人権裁判所は2006年・2007年・2008年にプライドパレードを禁止する対応を取ったロシアに対して2010年1月20日までの理由開示を求めている。

#### セルビア

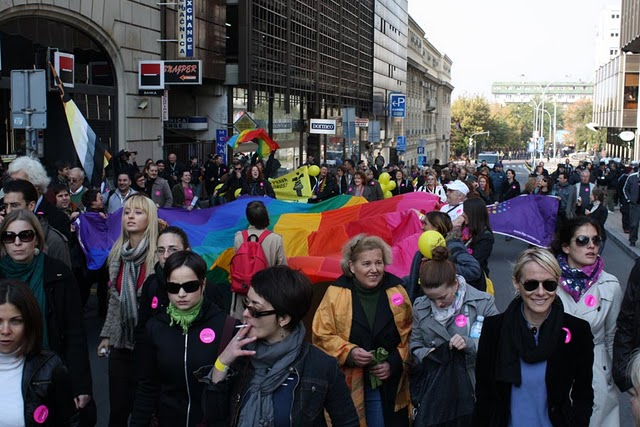
ベオグラードのゲイ・プライド・パレード（2010年）

2001年6月30日にセルビアのLGBTQグループが共同で国内初のプライド・マーチの開催を首都ベオグラードにて企画していた。参加者が市内の広場で集まり始めたところで、反対グループの大集団がイベントの妨害や参加者への暴行が発生した。警察は暴動の取り締まりやマーチ参加者の保護などを行わず、参加者の一部は学生文化施設へ避難して、このままプライドマーチを続行するかどうかについて話し合いがなされたが、反対派が建物を取り囲み、話し合いは中断された。加えて、警察と反対派の間で衝突が発生し、警官側に負傷者が発生した。NGO団体や著名人らが加害側や政府、警備体制への批判を行ったが、セルビア政府はイベントに関して特別なコメントは出さず、最終的に約30人の逮捕者が出て終わった。
2009年7月に、人権活動家のグループが同年9月20日に開催予定のベオグラードでのプライドイベントの企画を発表した。しかしながら極右団体による脅迫が元で、9月19日朝に市の中心街を離れたセルビア政府庁舎前での開催変更を余儀なくされた。
2010年10月10日には約1,000人の参加者を集めてベオグラード・プライドが開催された。パレード本体は滞り無く開催されたが、警官と6,000人の反対派の間で衝突が発生し、警官147人と市民20人の負傷者が報告された。

#### スロヴェニア
スロヴェニアでは1984年に「リュブリャナ・ゲイ＆レズビアン映画祭」が同国最初のLGBTQフェスティバルとして行われていたが、最初のプライド・パレードはゲイカップルがカフェからの退出を求められた事件への抗議を発端にして2001年に開催された。リュブリャナ・プライドはこれまで市長や左派政治家のサポートが続けられ、2009年と2010年には内務大臣の Katarina Kresal が参加している。一方で参加者への傷害事件も発生している。

#### スペイン

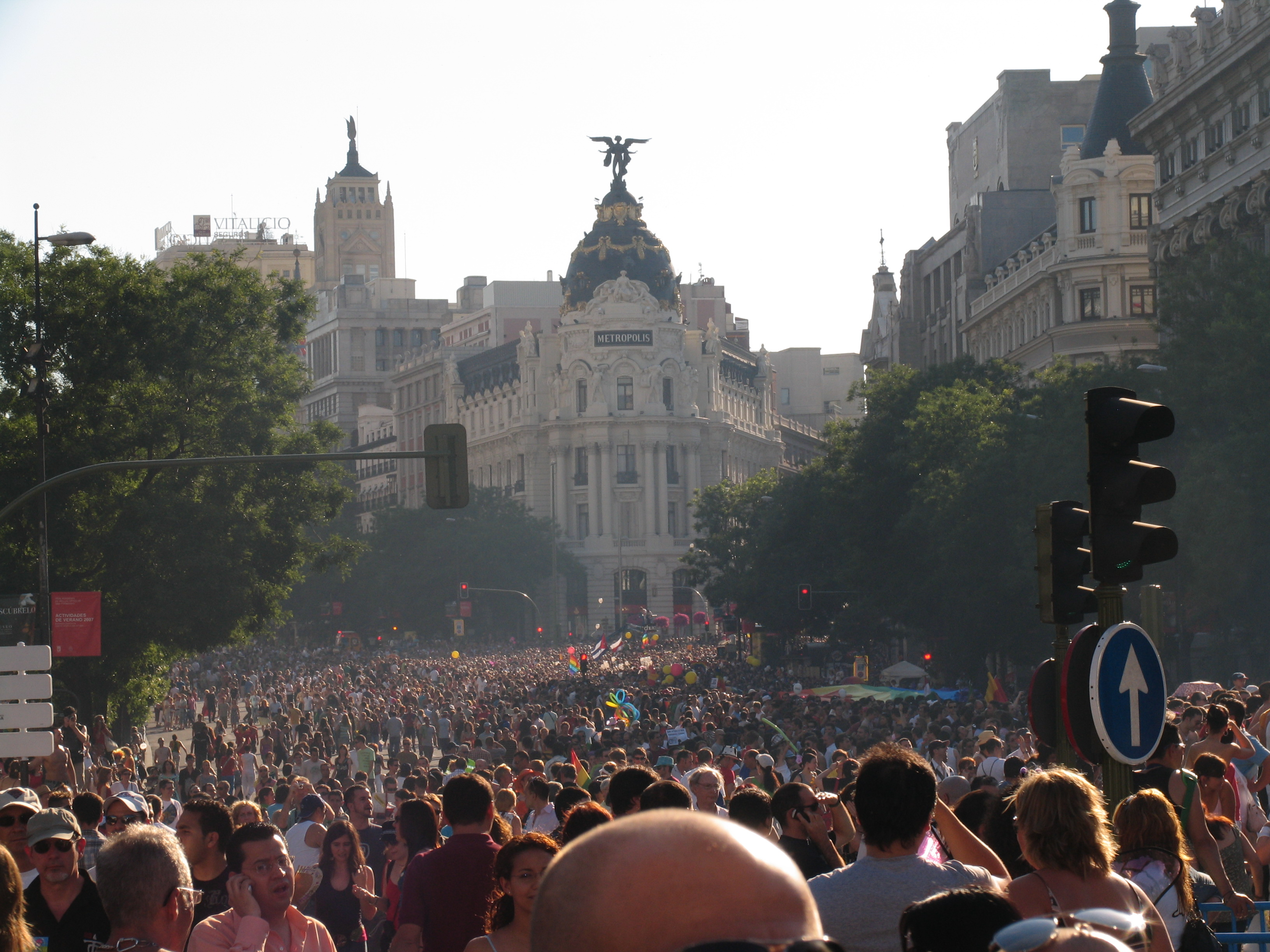
数千人が集まった2007年のユーロプライド・パレード（マドリード）

スペインの首都マドリードでのプライドパレードは1979年に始まり、毎年6月28日以降の最初の土曜日に開かれている。地元マドリードのLGBT団体COGAMやFELGTBが主催し、国際LGBTグループの後援にて行われている。最初のゲイパレードはフランシスコ・フランコの死後に民主化の波が到来した1979年に開催された。以来マイクロソフトやGoogle、シュウェップスといった企業や、スペイン社会労働党や統一左翼、進歩民主連合などの政治団体、スペイン労働者委員会やスペイン労働総同盟などの労働組合がサポートを行っている。マドリード・プライドはヨーロッパにおける最大規模のプライドイベントで、政府の発表では2009年の開催時に150万人の人出があった。
バルセロナ、バレンシア、セビリアの各都市でもプライド・パレードが開催されている。2007年にはマドリードでユーロプライドとヨーロピアン・プライド・パレードが開催され、約250万人の人出と300以上のイベントが行われた。独立系のメディアは20万人が国外からパレードに集まったと報じている。ヨーロッパ最大級のゲイタウンであるチュエカ地区でも祝祭が行われた。マドリードのイベントは市・州・国や民間団体からの支援があり、財政的にも成功している。また2008年のユーロゲームスはバルセロナで開催された。

#### トルコ

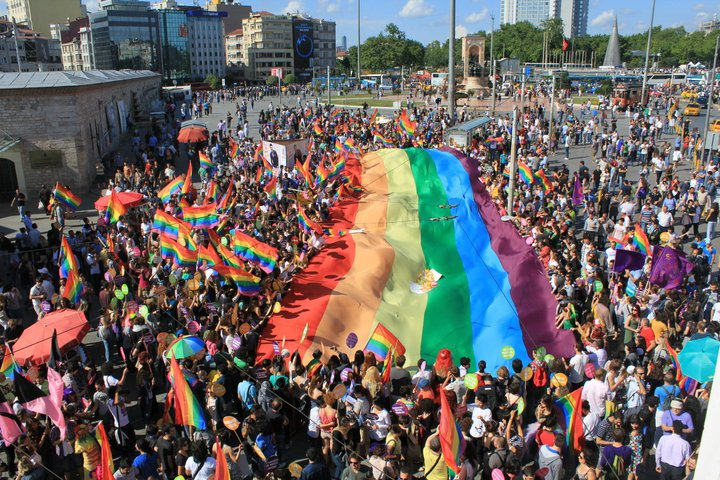
イスタンブールのタクスィム広場で開催されたプライドパレード（2011年）

バルカン半島の他国と同様に、大多数がムスリムであるトルコの国民もセクシャリティに関する話題にはとても保守的である。同性愛はオスマン帝国時代の1858年に非犯罪化されたが、同性愛者の受け入れは未だそれほど進んでおらず、社会的な差別も残っている。トルコはイスラム圏主要国の中で最初にプライド・マーチが開催された国である。イスタンブール（2003年より）とアンカラ（2008年より）で毎年小規模ながら開催されており、参加者は徐々に増えている。
イスタンブール・プライド・マーチは2003年に30人の参加者でスタートし、2010年には5000人に増加している。2011年には1万人以上が参加し、トルコ国内で最大級のプライドイベントとなった。有力野党のCHPとBDPからもデモンストレーションへのサポートが行われた。一方で、政府のサポートは全くない。

#### イギリス
イギリスでは、大都市で同性愛者の住民も多いロンドン、ブライトン、リバプール、マンチェスターの4都市で大規模なプライドイベントが開催されている。

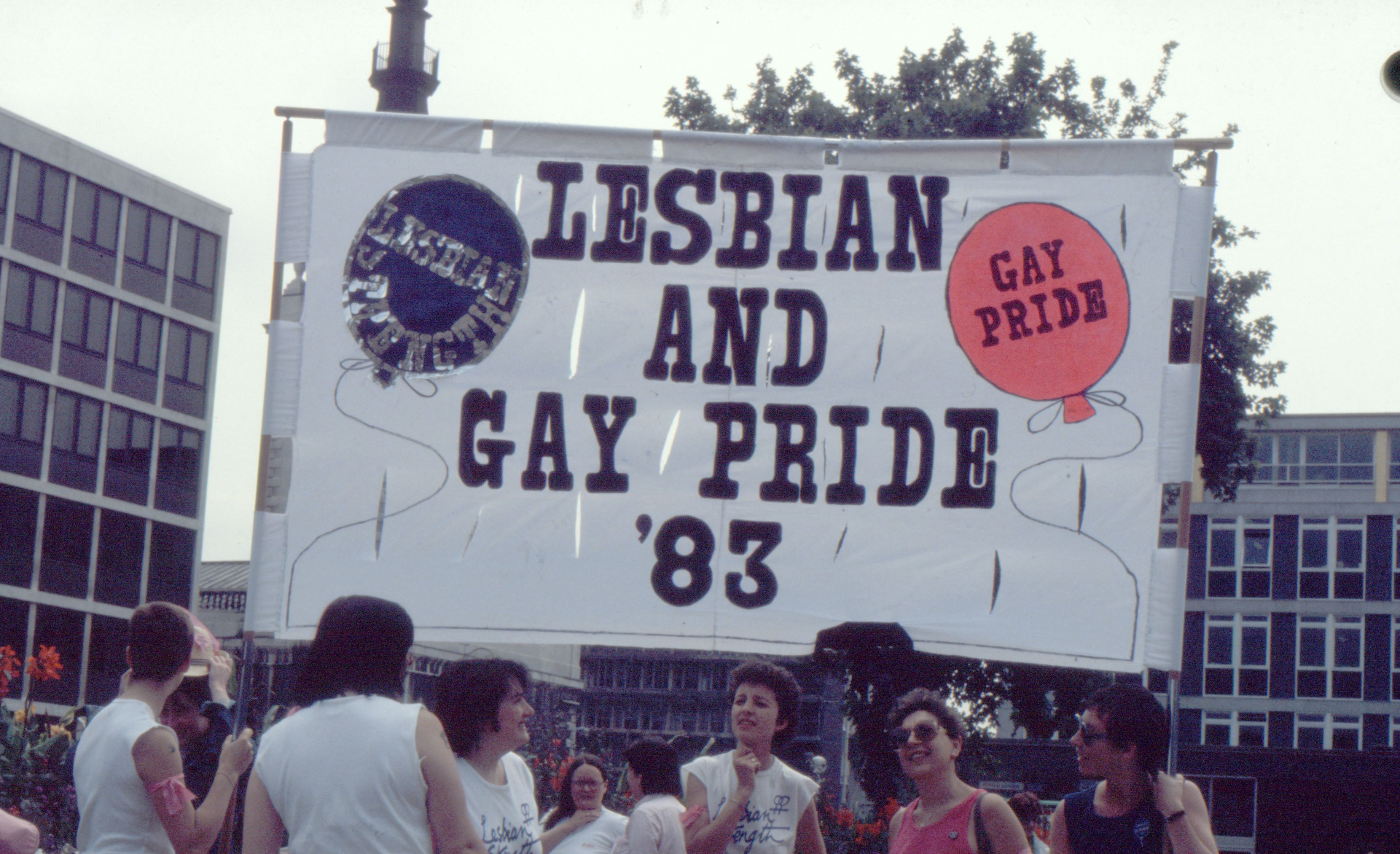
「Lesbian Strength March」（1983年）

「プライド・ロンドン」はヨーロッパ最大規模のプライドの一つで、毎年6月の最終土曜日か7月最初の日曜日に行われている。また8月の「ブラックプライド」や9月の「ソーホー・プライド」などもロンドンで開催されている。1980年代前半には、ゲイ・プライドマーチの1週間前に女性だけの「Lesbian Strength march」が行われていた。
「リバプール・プライド」は2010年に初開催されたが、2011年には首都ロンドンに次ぐ規模のプライド・フェスティバルになった。「ブライトン・プライド」は毎年8月中旬に行われているが、近年は財政的問題でイベント開催に黄色信号が灯っている。「マンチェスター・プライド」はゲイタウンとして知られるカナル・ストリート周辺で8月3週の週末に行われる。
これ以外にもバーミンガム、エディンバラ、ベルファストなどの都市でプライド・イベントが行われている。

### 北アメリカ

#### カナダ

##### モントリオール

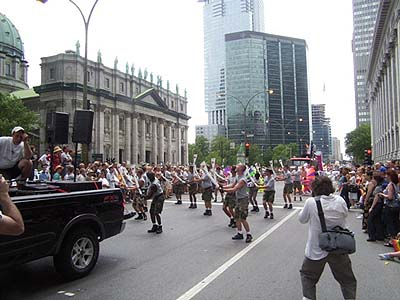
モントリオールのダウンタウンで開催されたプライドパレード「Divers/Cité」にてパフォーマンスするバトントワラー。（2002年）

カナダ・モントリオールのプライドパレードは1979年にストーンウォールの反乱を記念して200人が集まったイベント「Gairilla」を発祥として、毎年8月中旬に行われている。火曜日から日曜日にかけての6日間に渡って、トロントのゲイタウン近くのエミリ・ガムラン広場を中心に開催されている。

##### トロント
2003年にオンタリオ州で同性結婚を合法とする司法判断が下るなど、トロントはゲイ・レズビアン向け施策において、北米で最も先駆的な役割を果たしてきた。プライドイベントは1980年代前半から継続して行われているなど歴史が長く、また2009年には130万人の参加者を記録するなど規模も大きい。また「トロント・レザー・プライド」が8月第2週末に行われており、さらに2014年のワールド・プライドの開催地にトロントは決定している。

##### バンクーバー
バンクーバーでのプライドパレードは毎年8月、BCデイの祝日のある週末に開催される。パレードはバンクーバーの中心地、ダウンタウンのロブソンストリートから
デンマンストリートを経て、デービーストリートまで行われる。
40週年を記念する2018年のパレードには、カナダの首相、ジャスティントルドーも参加し先頭に立ってパレードを歩き、数十万人の参加者で埋め尽くされた。

#### アメリカ合衆国
アメリカ合衆国・ニューヨークの「NYCプライド・マーチ」は1970年から開催されている。2011年のパレードはニューヨーク州における同性結婚の法制化の2日後に開催された。
他にも「シカゴ・プライド・パレード」、「アトランタ・プライド」、「オーガスタ・プライド」、「キャピタル・プライド」（ワシントンD.C.）、「サークルシティ・イン・プライド」（インディアナポリス）、「ナッシュビル・プライド」、「ヒューストン・ゲイ・プライド・パレード」、「セントルイス・プライド・フェス」、「サンフランシスコ・プライド」、「ユタ・プライド・フェスティバル」など各地で開催されている。

#### グリーンランド
2011年にグリーンランド・ヌークにて最初のプライドパレードが行われた。1,000人を超える参加者が集い、平和的なイベントとなった。

### 南アメリカ

#### ブラジル

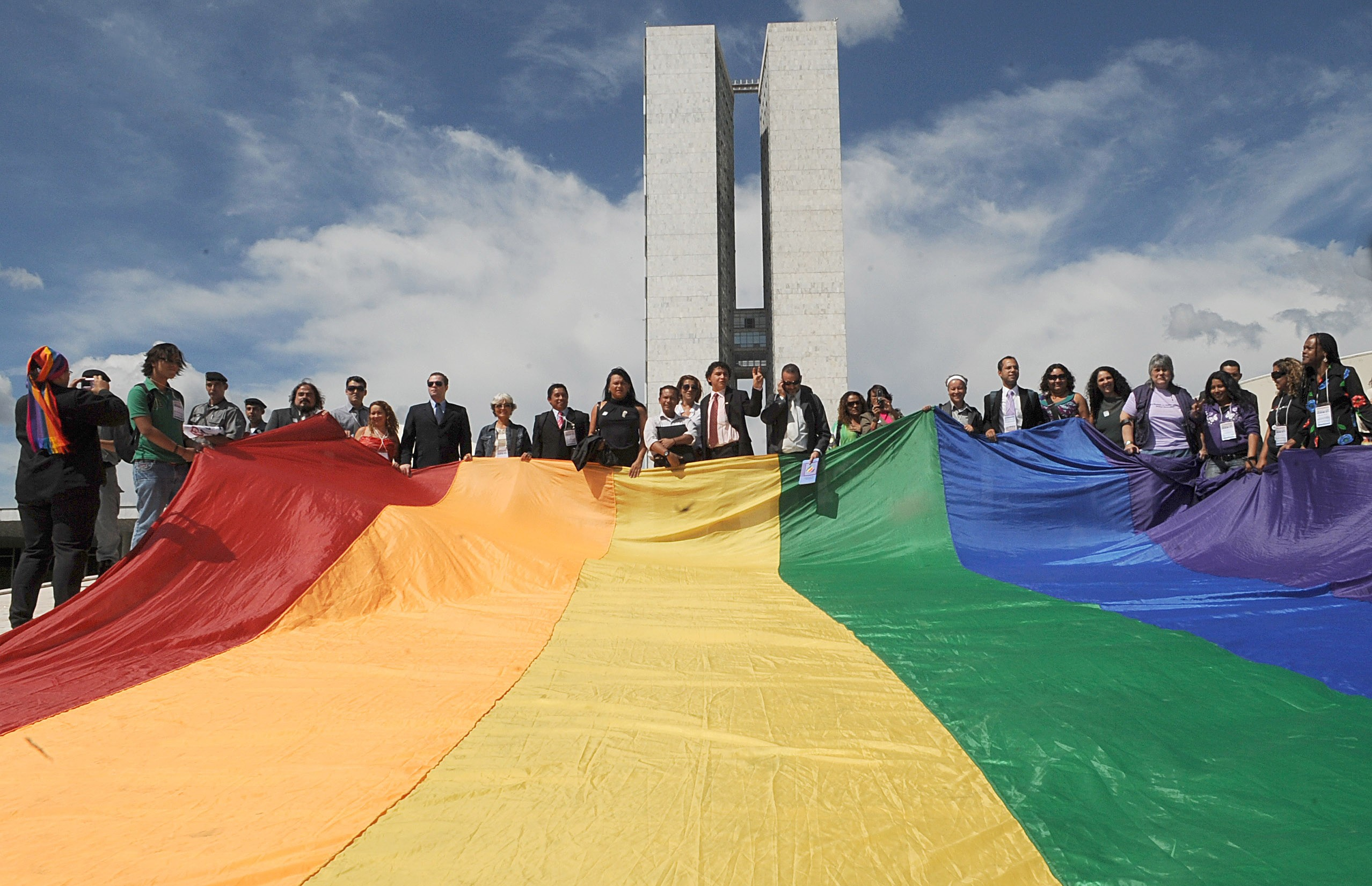
首都ブラジリアの国民会議前に拡げられたレインボーフラッグ

ブラジルでの「サンパウロ・ゲイ・プライド・パレード」はサンパウロ市内のパウリスタ通りにて1997年より毎年行われている。2006年のイベントはギネス世界記録にて世界最大規模のプライド・パレードとして認定された。
パレードは1999年に設立された団体が行っている。プライド・パレードはサンパウロ市だけでなく連邦政府からも強力な支援があり、警備体制も充実している。イベントの開催で毎年40万人の旅行者が同市を訪れ、180万〜190万レアルの経済効果があるとされる。2010年のイベント時にサンパウロ市は100万レアルを投資した。2009年に開催された第13回目のパレードには320万人が訪れた。
ブラジルで2番目に規模の大きなリオデジャネイロのパレードには200万人規模の人出があり、市南部のゾナ・スウ、もしくは市中心部とビーチに挟まれた人口の多い地区で行われる。1995年から開催されている前述のイベントのほかにもリオデジャネイロ圏ではニテロイ、ノヴァ・イグアスでも行われている。
ブラジル国内では他にも南東地方ではカボ・フリオ、カンピーナス、ヴィトーリア、ベロオリゾンテ、ウベラバで行われ、南部地方ではクリチバ、フロリアノーポリス、ポルト・アレグレ、ペロタスで、中西部ではカンポ・グランデ、クイアバ、ゴイアニア、ブラジリアで、北東地方ではサルヴァドール、アラカジュ、マセイオ、レシフェ、ジョアンペソア、ナタール、フォルタレザ、テレジーナ、サン・ルイスで、セアラー州ではセアラー ジュアゼイロ・ド・ノルテで、北部地方ではベレン、マカパ、ボア・ヴィスタ、マナウスなど多くの都市で開催されている。

### オセアニア

#### オーストラリア

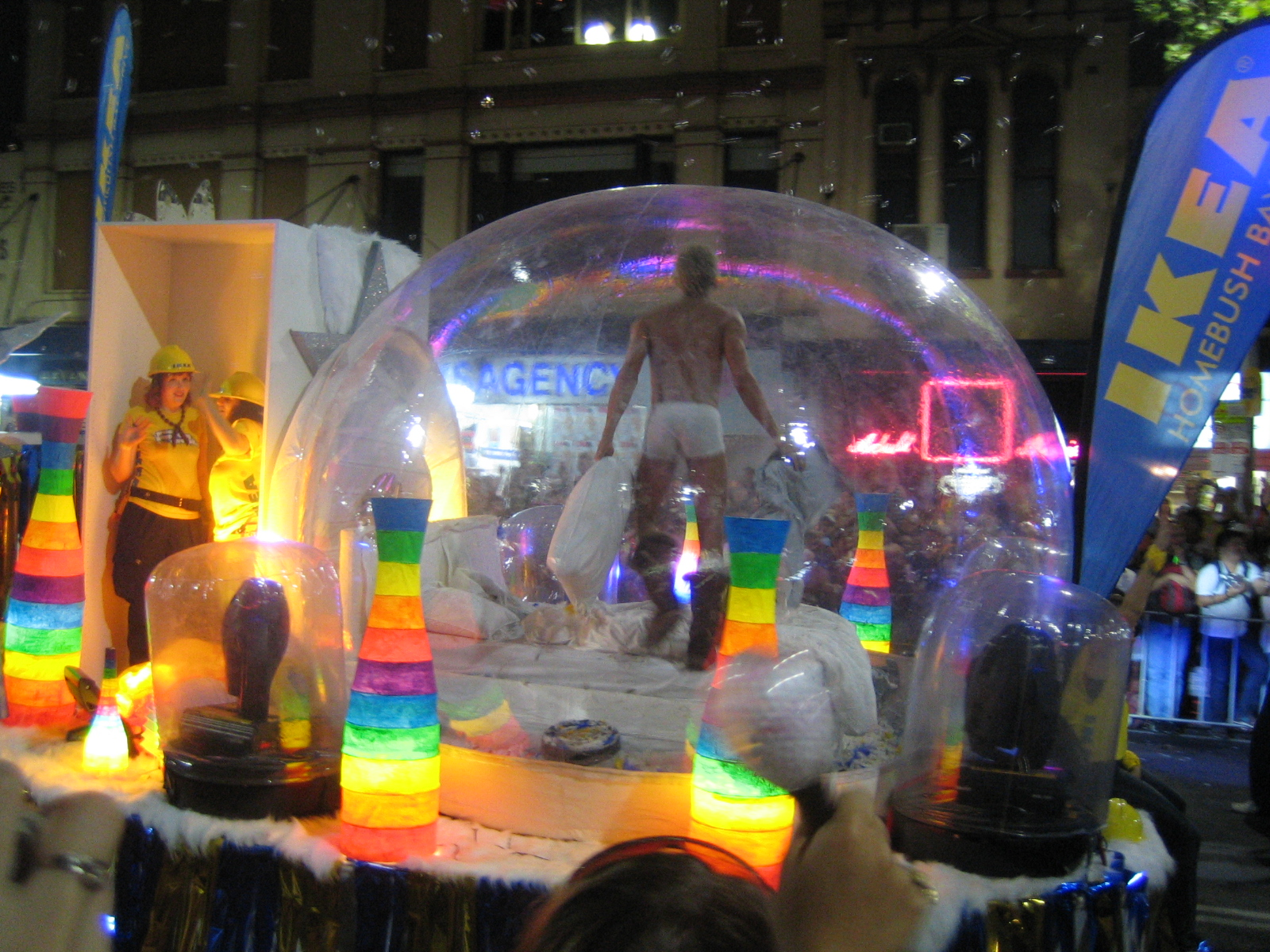
「シドニー・ゲイ・アンド・レズビアン・マルディ・グラ」も規模の大きなパレードとして知られ、夜間に行われる。

「シドニー・ゲイ・アンド・レズビアン・マルディ・グラ」はオーストラリアで最大規模のプライド・イベントで、世界的にも大きな部類に入る。1978年のゲイの権利運動を求めるデモを発祥に、1980年代からは祝祭に重きを置いたイベントへと変化した。パレードは夜に行われ、1万人規模の参加者が派手なフロートの演出や社会的なメッセージ性が特徴とされている。